# 長湯線彫磨崖仏
長湯線彫磨崖仏（ながゆせんぼりまがいぶつ）は、大分県竹田市（旧直入町）にある磨崖仏である。1959年（昭和34年）3月26日に大分県の史跡に指定されている。長湯線刻磨崖仏（ながゆせんこくまがいぶつ）とも言う。

## 概要
観世音菩薩坐像（像高69.5cm）と金剛界大日如来坐像（像高51.5cm）の計2体の磨崖仏である。観世音菩薩坐像は、水月観音又は白衣観音と見られる。大分県の磨崖仏はほとんどが丸彫り又は半肉彫りであり、線彫りの磨崖仏は珍しいとされる。ただし、竹田市内には他にも碧雲寺線彫磨崖仏、愛宕山線彫磨崖仏があって、いずれも竹田市の史跡に指定されている。
像の向かって右には、自然石に梵字を線刻した板碑2基がある。梵字は蓮華座の上に刻まれており、右が阿弥陀如来を意味するह्रीः（キリーク）、左が釈迦如来を意味するभः（バク）の字である。
磨崖仏、板碑ともに室町時代の作と考えられている。

## 交通
- JR九州豊肥本線豊後竹田駅からバスで60分、「馬門」停留所下車[3]